# Olivier Kahn
Pour les articles homonymes, voir Kahn.
Olivier Kahn, né le 13 septembre 1942 à Paris où il est mort le 8 décembre 1999 dans la même ville, est un chercheur en chimie français.

## Biographie

### Famille
Olivier Camille Kahn naît dans une famille d'une grande richesse intellectuelle. Il est le fils du philosophe Jean Kahn-Dessertenne (1916-1970) d'origine juive alsacienne par son père et de Camille Ferriot (1914-2005), fervente catholique originaire de Mussy-sur-Seine (Aube). Ses frères sont le journaliste Jean-François Kahn et le généticien Axel Kahn. Olivier Kahn épouse, en 1961, Jacqueline Gabison (1940) puis en 1969 Andrée Harari (1942) puis en 1990 Joanna Giermanska ; il est le père de Fabrice Kahn, entrepreneur et de Sylvain Kahn, informaticien.

### Carrière scientifique
Ancien élève de l'École nationale supérieure de chimie de Paris, dont il sort major en juin 1964, il y fait aussi une thèse en chimie organométallique qu'il soutient en 1969. Spécialiste de la spectrométrie dans le domaine des éléments de transition, il est chargé de recherche au CNRS de 1969 à 1975 puis est nommé maître de conférence à l'université d'Orsay et devient professeur en 1976.
Olivier Kahn crée le Laboratoire de spectrochimie des éléments de transition qui sera renommé plus tard Laboratoire de chimie inorganique (LCI). Il fonde, en 1995, une nouvelle équipe au sein de l'Institut de chimie de la matière condensée de Bordeaux.
Il succombe à une crise cardiaque le 8 décembre 1999 à Paris, au retour d'une réunion scientifique au Japon.

## Ouvrages
- Données fondamentales pour la chimie, Olivier Kahn et Marie-France Koenig-Charlot, 1972.
- Structure électronique des éléments de transition, Olivier Kahn, 1977.
- (en) Molecular Magnetism, Olivier Kahn, 1993.